# Profeet aan zee of Waar blijft de muziek nou?
Profeet aan zee of Waar blijft de muziek nou? is een hoorspel van André Kuyten. De KRO zond het uit op zondag 10 december 1967 in het programma Zondagavondtheater. De regisseur was Willem Tollenaar. De uitzending duurde 52 minuten. Dit hoorspel kreeg de ANV-Visser Neerlandia-prijs 1967.

## Rolbezetting
- Wam Heskes (Hamelink)
- Dogi Rugani (zijn vrouw)
- Bert Dijkstra (Anton Kool)
- Hans Veerman (receptionist)
- Maria Lindes (Liesbeth Brink)
- Peronne Hosang (mevrouw Gorissen)
- Wiesje Bouwmeester (Olga Zadick)
- Tonny Foletta (Kemp)
- Jan Borkus (Rogier)

## Inhoud
Een ouder echtpaar, een jong meisje, een zakenman, een verlopen actrice en een bizar gezelschap duivelaanbidders logeren in een hotel aan zee. Zij alleen wachten op hetzelfde bezoek, maar voordat dat komt opdagen, verschijnt er een detective, die onopvallend naspeuringen begint te doen. Wanneer de verwachte Rogier ten slotte het hotel betreedt, blijkt hij een oplichter. Hij wordt gearressteerd. Het zal duidelijk zijn dat hij niet meer heeft gedaan dan de rollen te spelen die men van hem verwachtte: de romantische minnaar, de incarnatie van satan, de grote financier of de gigolo. Met de ontmaskering kan niemand blij zijn: hij was het masker dat ieder zelf droeg…